# Винзоризованное среднее
Винсоризованное среднее представляет собой  винсоризованную  статистическую  меру центральной тенденции как некую конволюцию  среднего арифметического и  усеченного среднего.
Расчет винсоризованного среднего сводится к тому, что k% наибольших и k% наименьших значений (обычно от 5% до 25%) заменяется наименьшими и наибольшими значениями из оставшегося массива данных, после чего рассчитывается среднее арифметическое.

## Преимущества
Винсоризованное среднее менее чувствительна к "выбросам" (аутлайерам) чем простое среднее арифметическое при этом оставаясь приемлемой оценкой в ряде статистических моделей. Относится к разряду устойчивых (робастных)  мер центральной тенденции.

## Недостатки
Применимость винсоризованного среднего (как и  усеченного среднего) весьма сомнительна в случаях с небольшим количеством наблюдений. Кроме того, замена одних значений другими не всегда содержательно обоснована.

## Пример
Пусть имеется набор данных (отсортированных по возрастанию): 2, 3, 4, 5, 7, 9, 10, 12, 14, 30
Расчет 20% винсоризованного среднего в нашем примере предполагает перед вычислением  среднего арифметического замену первых двух и последних двух значений в ряду данных (2, 3 и 14, 30): 4, 4, 4, 5, 7, 9, 10, 12, 12, 12.
После замены и расчета среднего результат = 7,9.